# Ривольта-д'Адда
Ривольта-д'Адда (італ. Rivolta d'Adda) — муніципалітет в Італії, у регіоні Ломбардія,  провінція Кремона.
Ривольта-д'Адда розташована на відстані близько 470 км на північний захід від Рима, 26 км на схід від Мілана, 55 км на північний захід від Кремони.
Населення — 8080 осіб (2014).
Щорічний фестиваль відбувається 4 липня. Покровитель — Sant'Alberto Quadrelli.

## Демографія
Населення за роками:

Станом на 1 січня 2023 року в муніципалітеті офіційно проживало 978 іноземців з 44 країн, серед них 294 громадяни країн Євросоюзу та 27 громадян України.

## Сусідні муніципалітети
- Аньяделло
- Арцаго-д'Адда
- Казірате-д'Адда
- Кассано-д'Адда
- Комаццо
- Мерліно
- Пандіно
- Спіно-д'Адда
- Труккаццано